# Bonnefantenmuseum
Het Bonnefanten is een museum voor beeldende kunst in Maastricht, de hoofdstad van de provincie Limburg. Het is een van de drie provinciale musea in Limburg (naast het Continium in Kerkrade en het Limburgs Museum in Venlo). Het Bonnefanten is vooral bekend vanwege de wisselende hedendaagse kunst tentoonstellingen, collecties middeleeuwse beeldhouwkunst en Zuid-Nederlandse schilderkunst. Wat het eerste betreft ligt de nadruk op conceptualisme, arte povera en Amerikaans minimalisme.

## Naamgeving en geschiedenis
De naam Bonnefanten is afgeleid van het voormalige Bonnefantenklooster in de binnenstad van Maastricht, waar het museum van 1951 tot 1978 gevestigd was. De website van het museum vermeldt hierover: "In de volksmond had dit convent in de 18de eeuw de benaming Couvent des bons enfants (Klooster van de goede kinderen) meegekregen, omdat de jeugd bij de kloosterzusters zo voorbeeldig werd opgeleid. Weldra stond het klooster in het Maastrichtse spraakgebruik bekend onder de naam Bonnefanten."
Het museum begon in feite in 1863 met de vorming van een oudheidkundige collectie door de in dat jaar opgerichte Société Historique et Archéologique dans le Duché du Limbourg, later overgegaan in het Koninklijk Limburgs Geschied- en Oudheidkundig Genootschap (LGOG). Pas in 1884 werd de collectie openbaar toegankelijk, waarmee er sprake was van een oudheidkundig museum. De eerste huisvesting was de sacristie van de voormalige Augustijnenkerk aan de Kesselskade. In de loop der jaren is het museum achtereenvolgens gehuisvest geweest in het Dinghuis (1869-1914), het protestants weeshuis (de huidige Toneelacademie; 1914-1952), het Bonnefantenklooster (1952-1978) en het Entre Deux-complex (1978-1994). In 1967 werd het museum verzelfstandigd als Stichting Limburgs Museum voor Kunst en Oudheden / Bonnefantenmuseum.
Het huidige gebouw aan de Avenue Céramique werd in 1995 naar een ontwerp van de Italiaanse architect Aldo Rossi gerealiseerd op een locatie aan de Maas in de wijk Céramique. In 1999 werd de collectie archeologie overgedragen aan de gemeente Maastricht. Een deel van deze collectie is thans te zien in wisselende exposities in het Centre Céramique. Eerder was de afdeling oudheidkunde van LGOG grotendeels overgeheveld naar het Limburgs Museum in Venlo. Een klein deel (antieke meubels en Maastrichts zilver) is te zien in het Museum aan het Vrijthof. Vanaf 1999 is "het Bonnefanten" nog uitsluitend een kunstmuseum.
Van 2006 tot 2016 kon het museum beschikken over een bruikleen van 300 werken uit de privécollectie naoorlogse kunst van het echtpaar Jeanne en Charles Vandenhove. In 2011 kreeg de provincie Limburg de gelegenheid de kunstcollectie van het echtpaar Jo en Marlies Eyck aan te kopen en droeg deze vervolgens in beheer over aan het Bonnefantenmuseum. Sinds 2012 is de exploitatie van kasteel Wijlre, de daarbij behorende tuinen en het door Wiel Arets ontworpen Hedge House in handen van de Stichting Bonnefanten-Hedge House. De kasteeltuinen en het Hedge House te Wijlre fungeren thans als buitenlocatie van het Bonnefantenmuseum.
Markante directeuren in de lange geschiedenis van "het Bonnefanten" waren Pierre Cuypers, Joseph Timmers, István Szénássy en Alexander van Grevenstein. Deze laatste was van 1976 tot 1979 aan het museum verbonden als conservator, en van 1986 tot 2011 als directeur. Onder zijn leiding groeide het museum uit tot een van de toonaangevende kunstinstellingen in Zuid-Nederland. Sinds 1 maart 2012 is Stijn Huijts artistiek directeur.

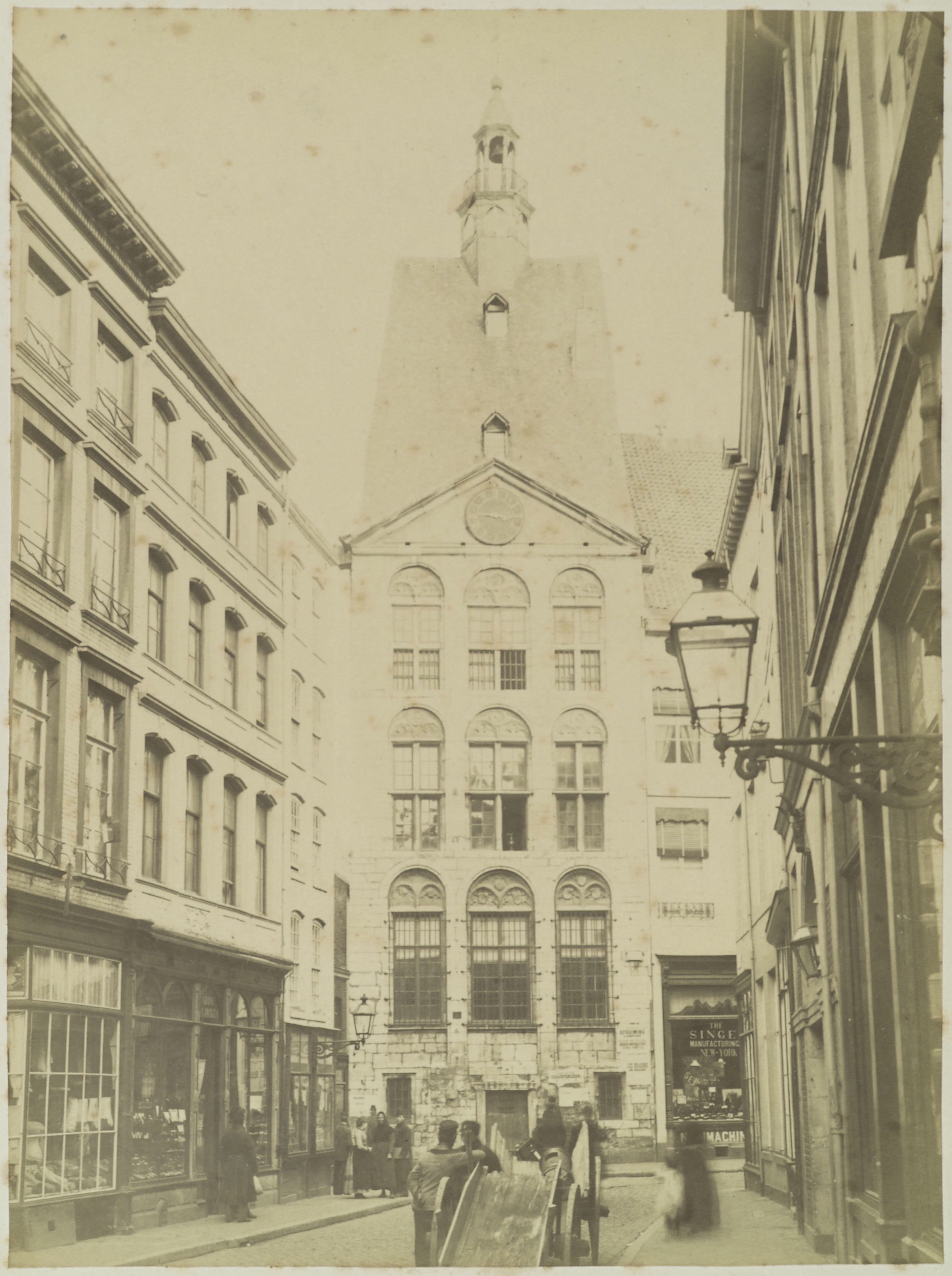
Dinghuis, ca. 1900
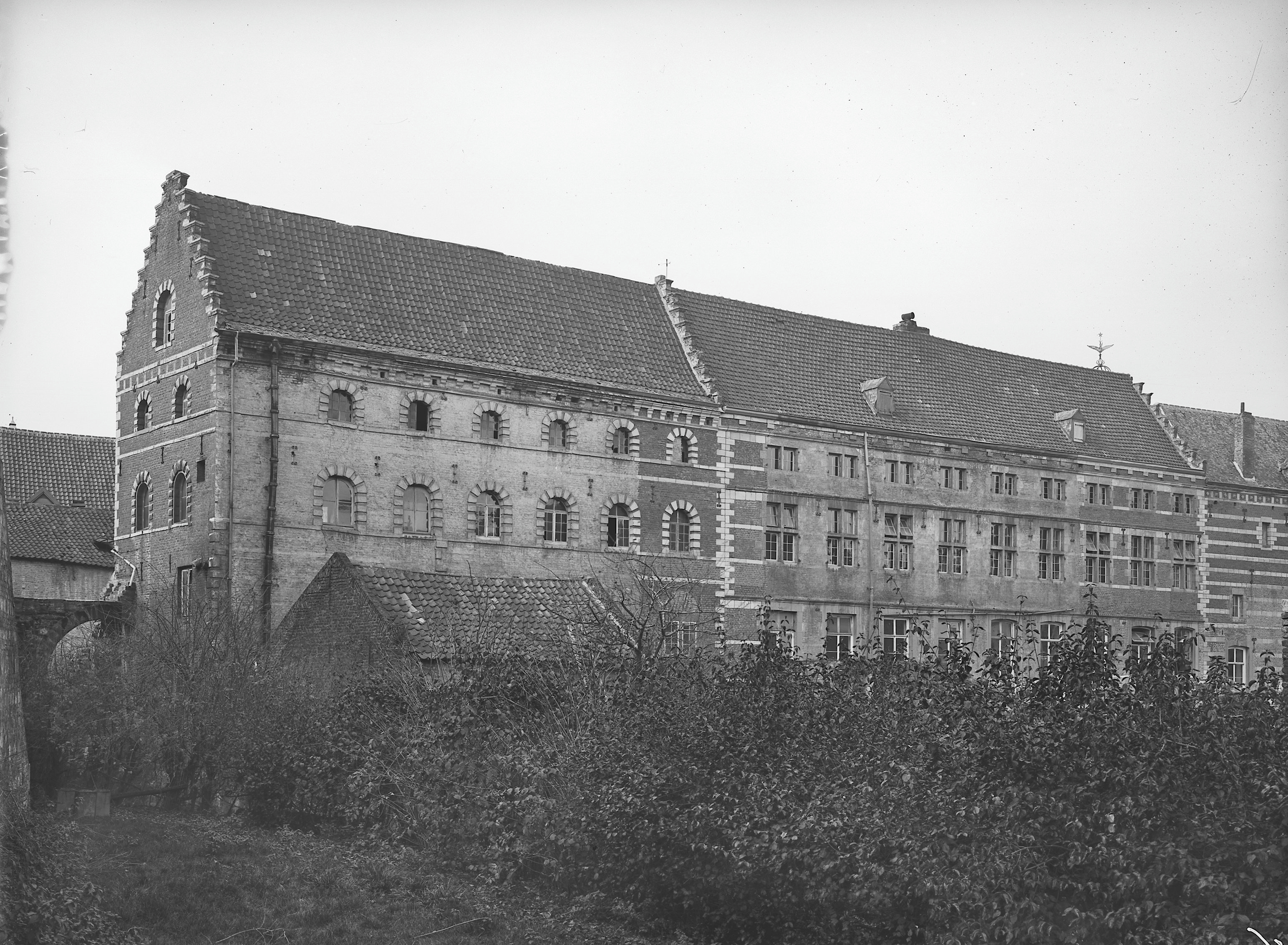
Protestants weeshuis, 1912
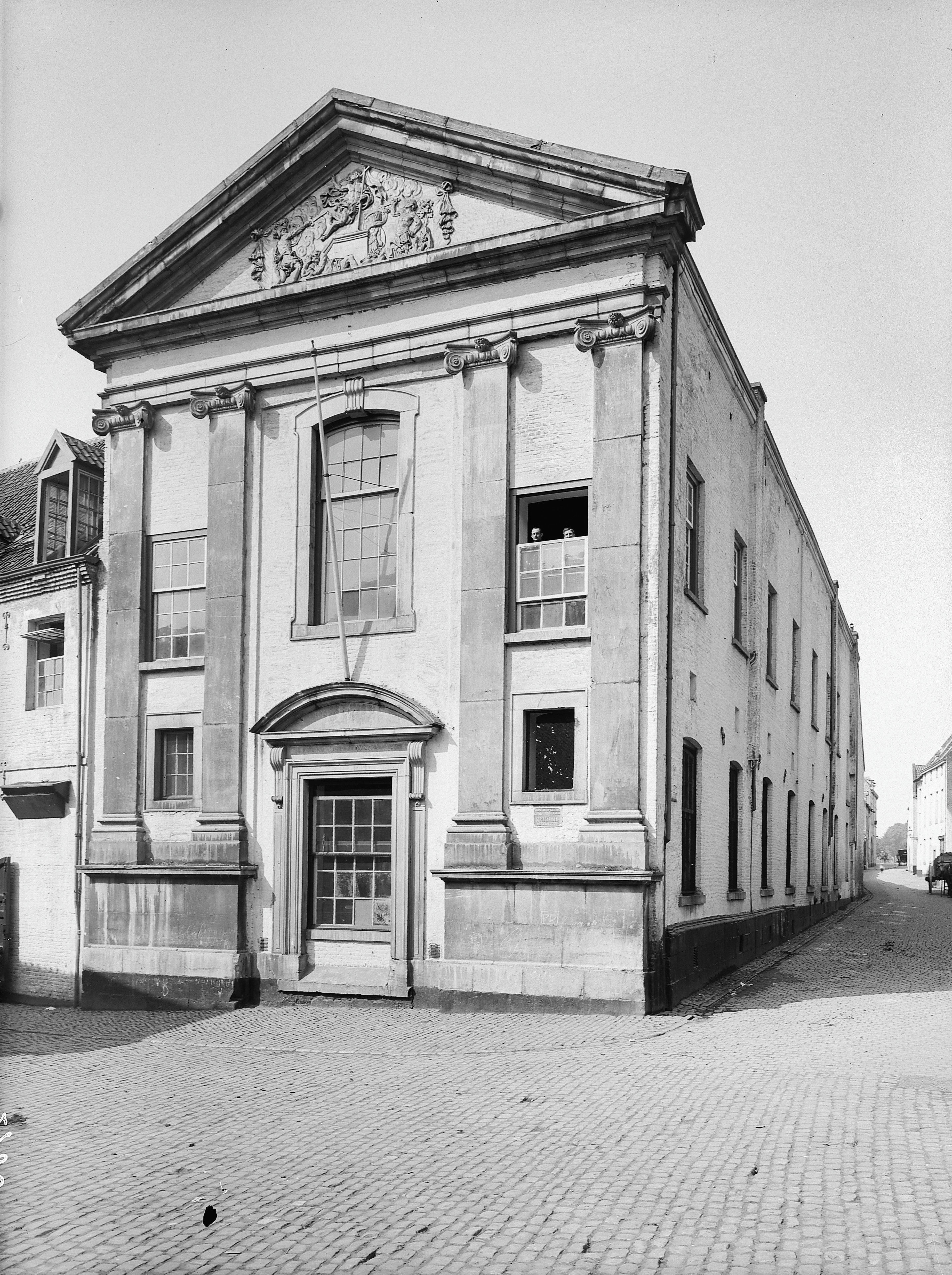
Bonnefantenkerk
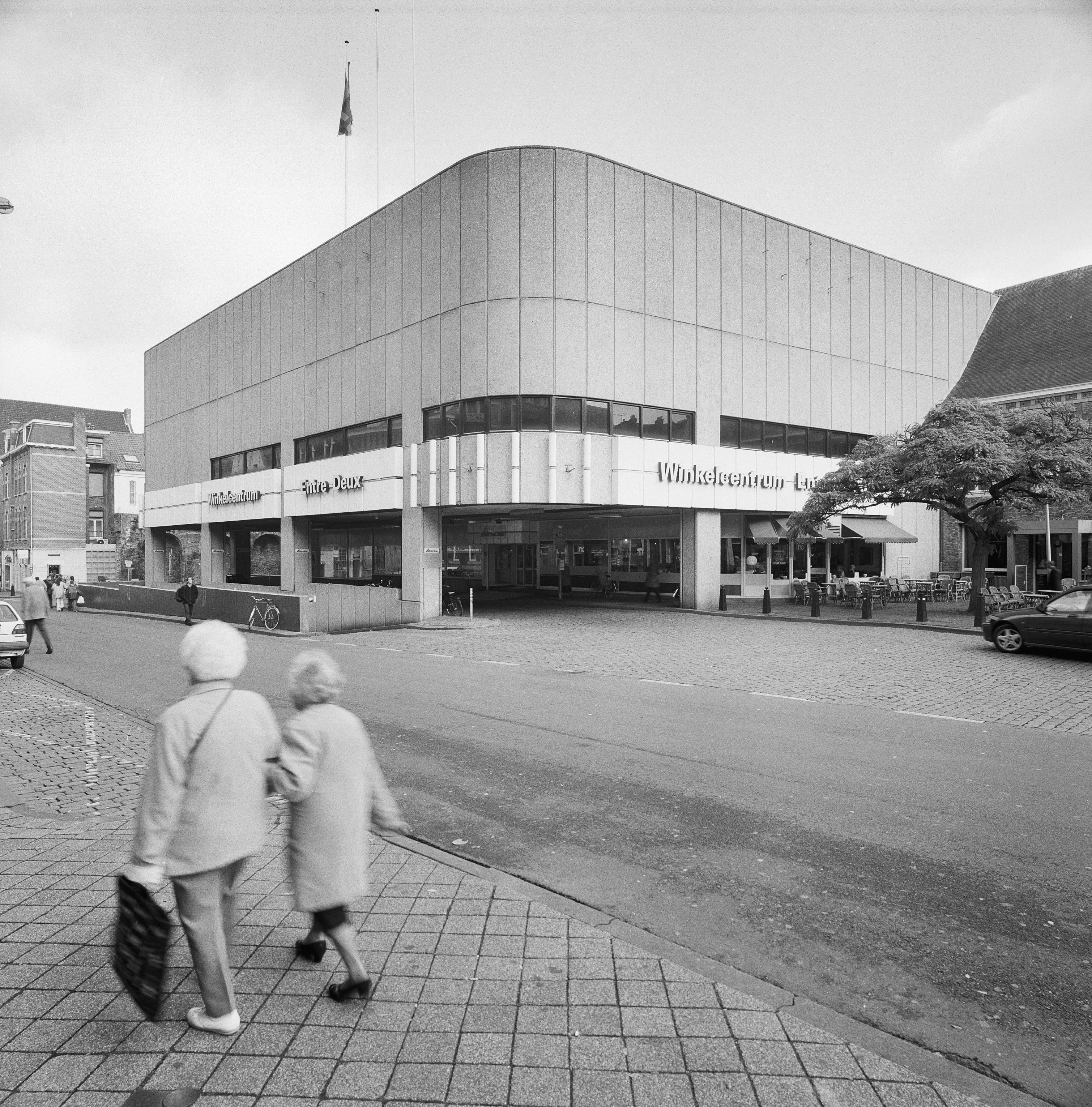
Entre Deux

## Gebouw en indeling

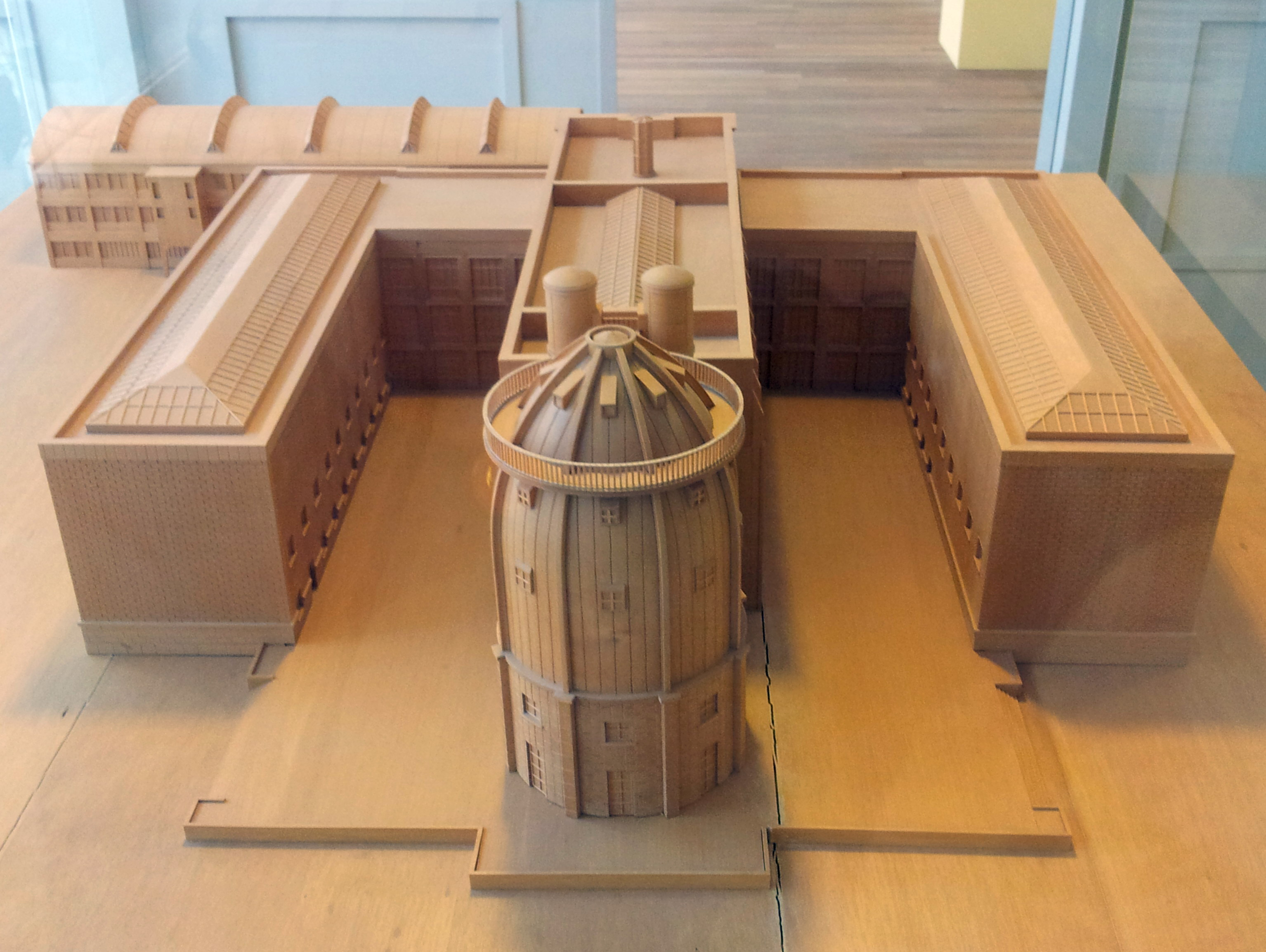
Maquette Bonnefantenmuseum, Aldo Rossi

Met de raketvormige, 28 meter hoge toren aan de Maas is het Bonnefantenmuseum een van de moderne landmarks in Maastricht. Ondanks de postmodernistische verschijningsvorm van de toren oogt het museum klassiek. De gevels zijn afgewerkt in rode baksteen, trachite rosso en Ierse hardsteen. De toren is bekleed met zink.
Het museum heeft een plattegrond gebaseerd op de hoofdletter E. De middenvleugel met de centrale trap vormt de as van het gebouw. De monumentale trap, met hoge wanden van baksteen, doorsnijdt het gebouw als een lichtstraat van oost naar west. Bij het ontwerp van de trap heeft Aldo Rossi zich laten inspireren door de Montagne de Bueren in Luik. De middenvleugel telt vier verdiepingen, de zijvleugels drie. Op de begane grond bevinden zich de publieksruimten, de museumwinkel, de kunstuitleen en het restaurant Ipanema. De andere verdiepingen zijn ingericht als klassieke tentoonstellingszalen ten behoeve van de permanente collectie en wisselende exposities.
Vlak bij de ingang bevindt zich de lichttoren, een telescoopvormige binnentoren, die als het ware het complement vormt van de toren aan de Maas. In beide torens worden grote werken uit de collectie hedendaagse kunst tentoongesteld. Zo is in de 'rakettoren' de Wall Drawing 801 Spiral van Sol LeWitt diverse malen te zien geweest, en werden in de binnentoren onder andere de werken L'entrée de l'exposition van Marcel Broodthaers, De geboorte van Venus van Luciano Fabro en Bowl of Pearls van Ai Weiwei geëxposeerd.
Het museum heeft enkele jaren gebruikgemaakt van een naastgelegen fabriekshal van de Société Céramique, de zogenaamde Wiebengahal. Uiteindelijk bleek dit industriële monument minder geschikt voor het tentoonstellen van kunst. In de toekomst hoopt het Bonnefantenmuseum ondergronds uit te breiden door middel van 'zichtdepots', maar deze plannen zijn door bezuinigingen van de voornaamste subsidiegever, de provincie Limburg, voorlopig uitgesteld.

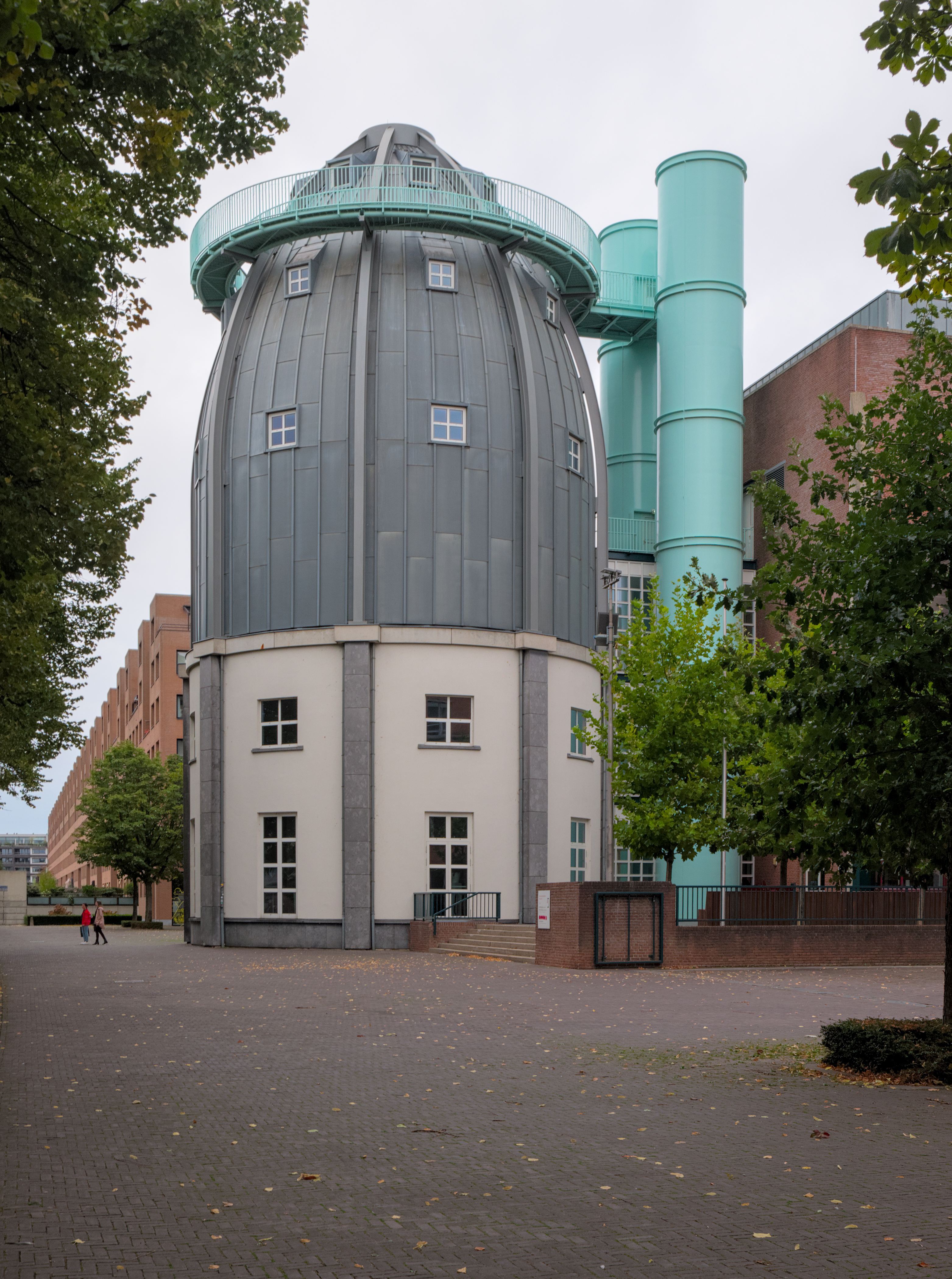
'Rakettoren' aan de Maas
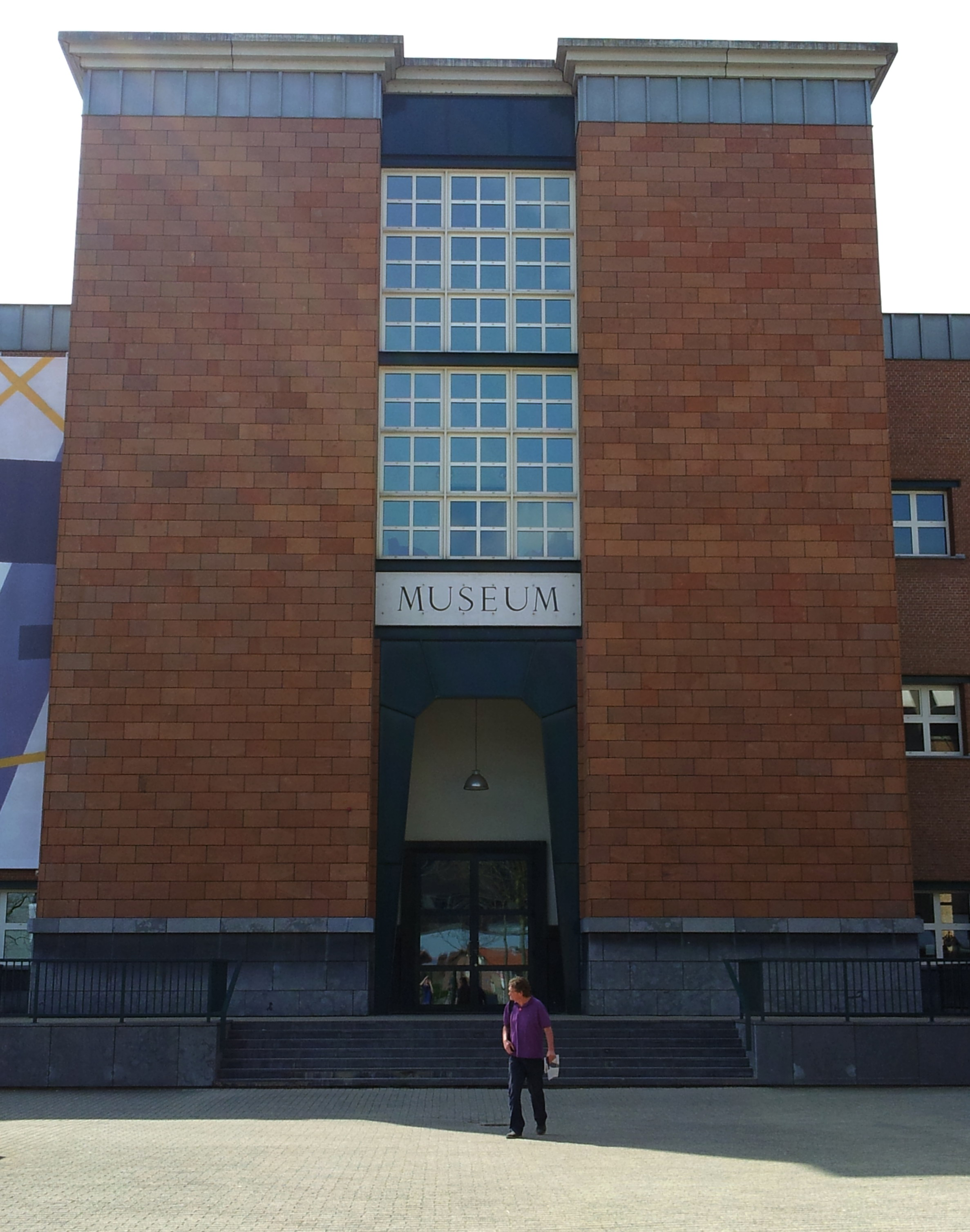
Museumentree
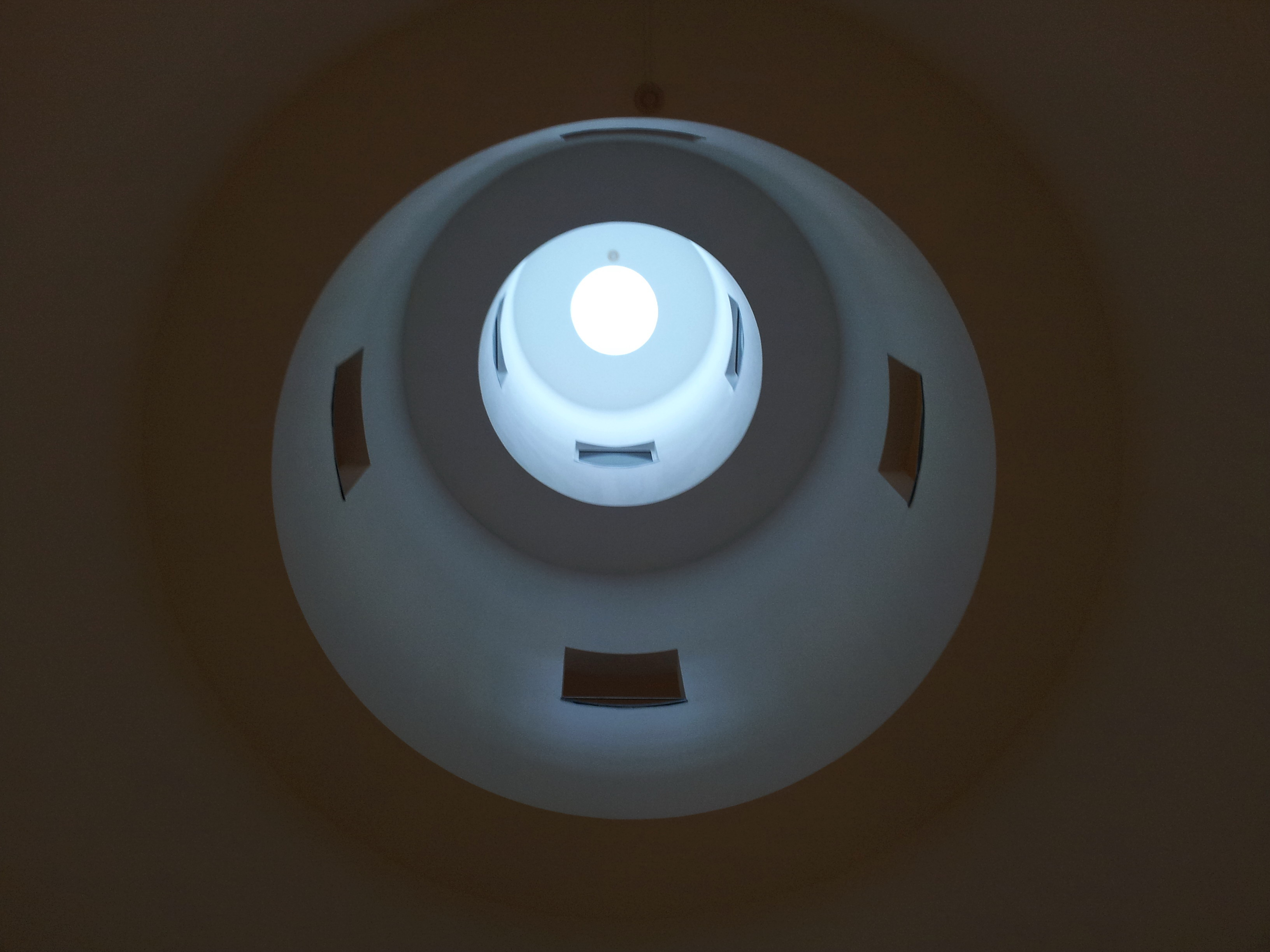
Binnentoren
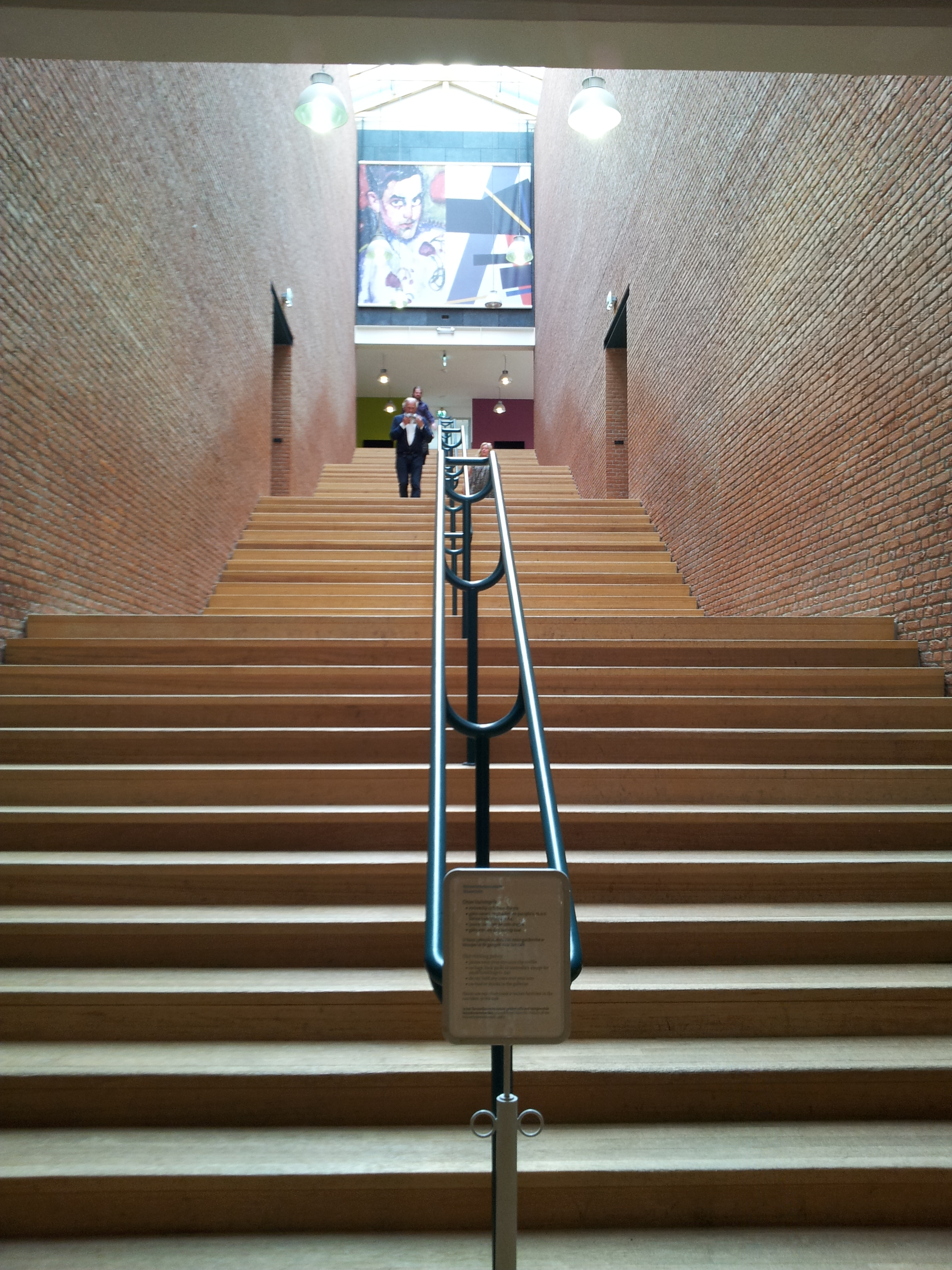
Centrale trap

## Collectie
De museumcollectie bestaat grotendeels uit een vaste collectie oude kunst van zowel schilderkunst als beeldhouwkunst uit de periode 1200-1700, en een vrij recentelijk ontstane collectie hedendaagse kunst. Daarnaast worden er regelmatig wisselende tentoonstellingen georganiseerd.

### Oude kunst (tot ca 1850)
De afdeling oude kunst bevindt zich op de eerste verdieping (soms gepresenteerd in combinatie met hedendaagse kunst). Hier bevindt zich de belangrijke collectie middeleeuwse houtsculpturen en de zogenaamde Neutelings-collectie (middeleeuwse sculpturen en kunstvoorwerpen van hout, marmer, ivoor, albaster en metaal).
- Middeleeuwse houtsculpturen, onder andere een tiental beelden van Jan van Steffeswert (enkele toeschrijvingen), diverse beelden van de Meester van Elsloo en laatmiddeleeuws houtsnijwerk uit Brussel, Mechelen, Antwerpen, Frankrijk en het Nederrijns gebied;
- Marmer-, ivoor- en albastersculpturen uit Zuid-Nederland, Frankrijk, Duitsland, Engeland;
- Emailwerk uit Limoges (12e-13e eeuw).

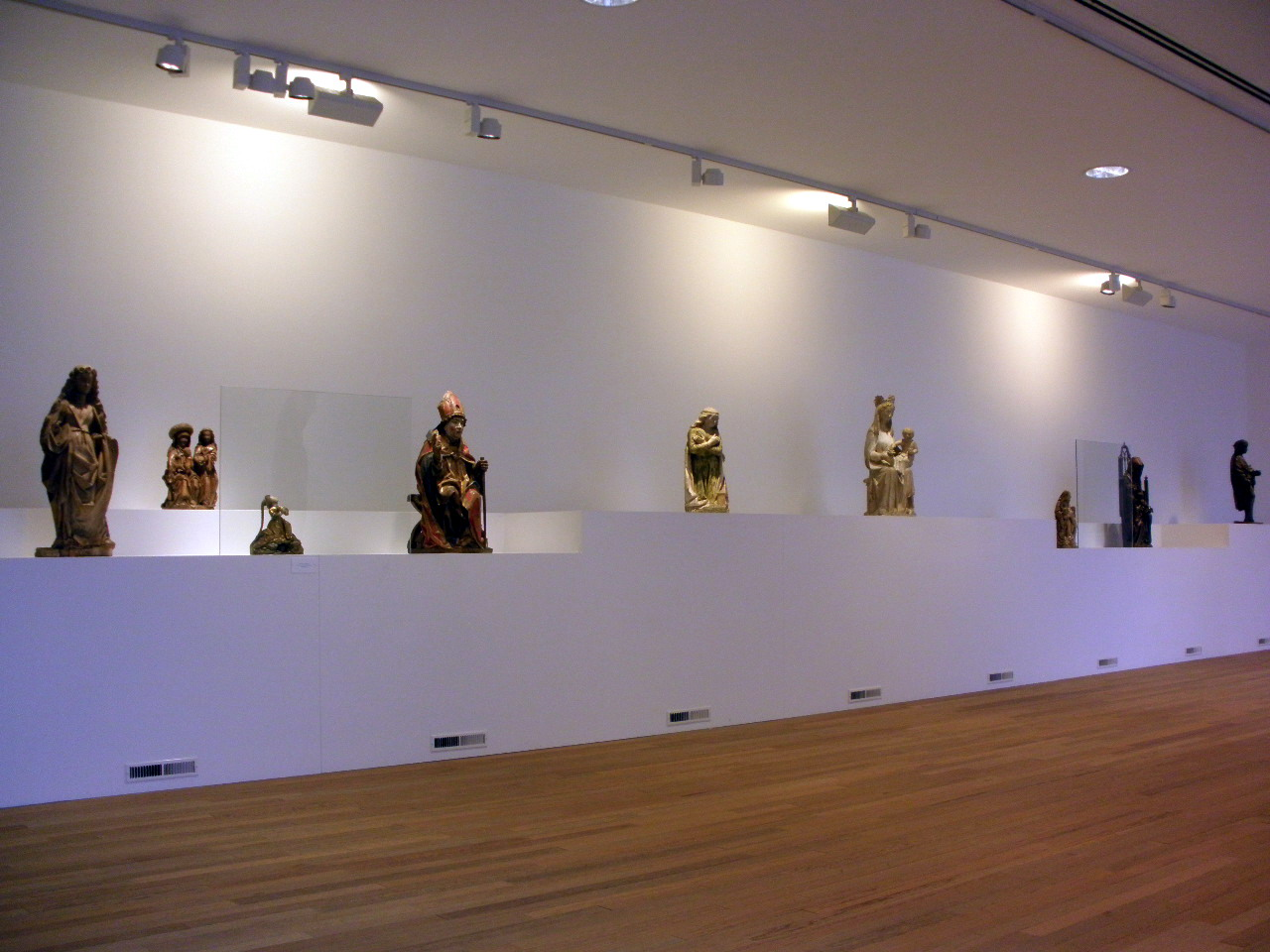
Zaaloverzicht middeleeuwse sculpturen
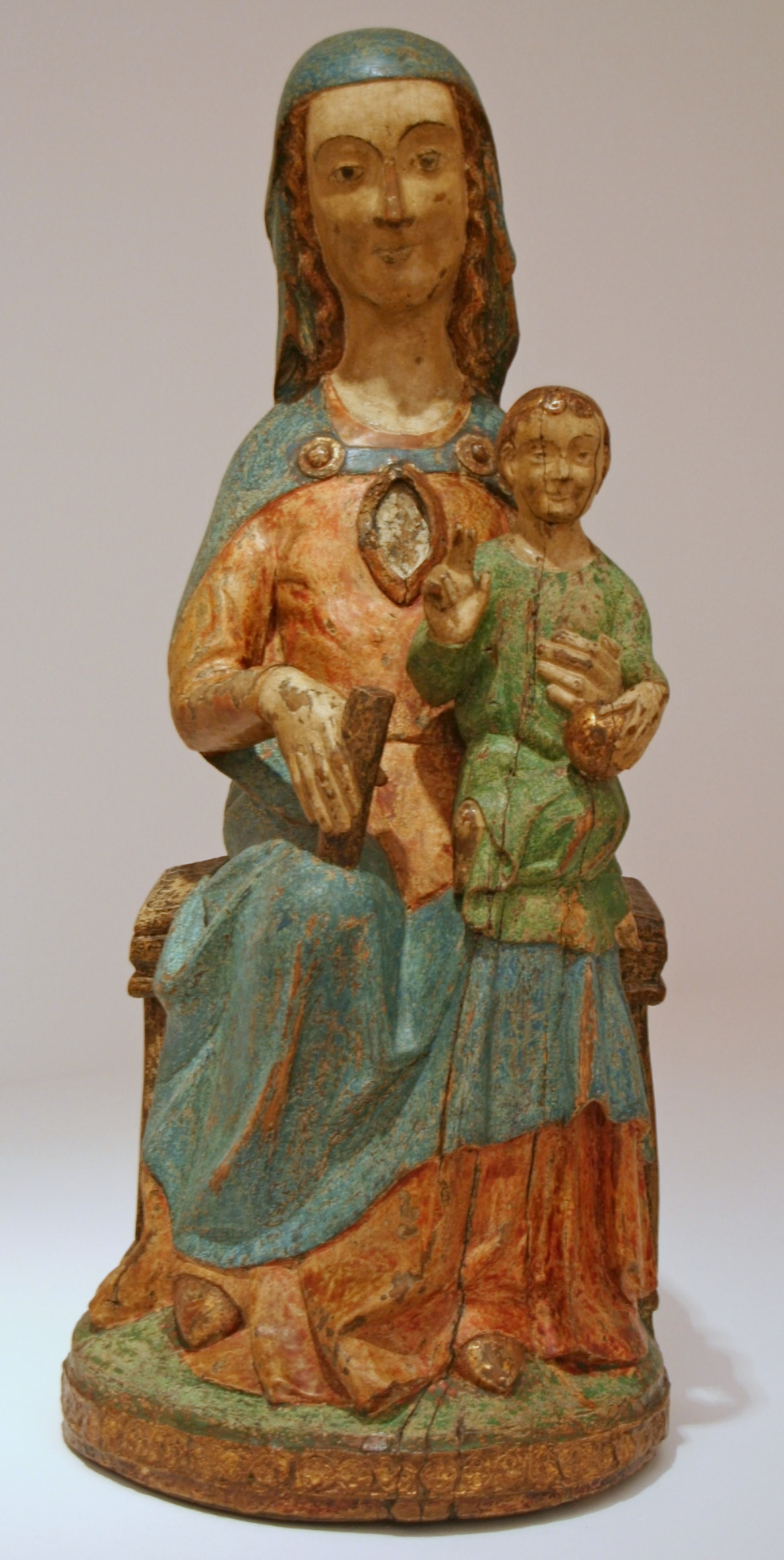
Sedes sapientiae
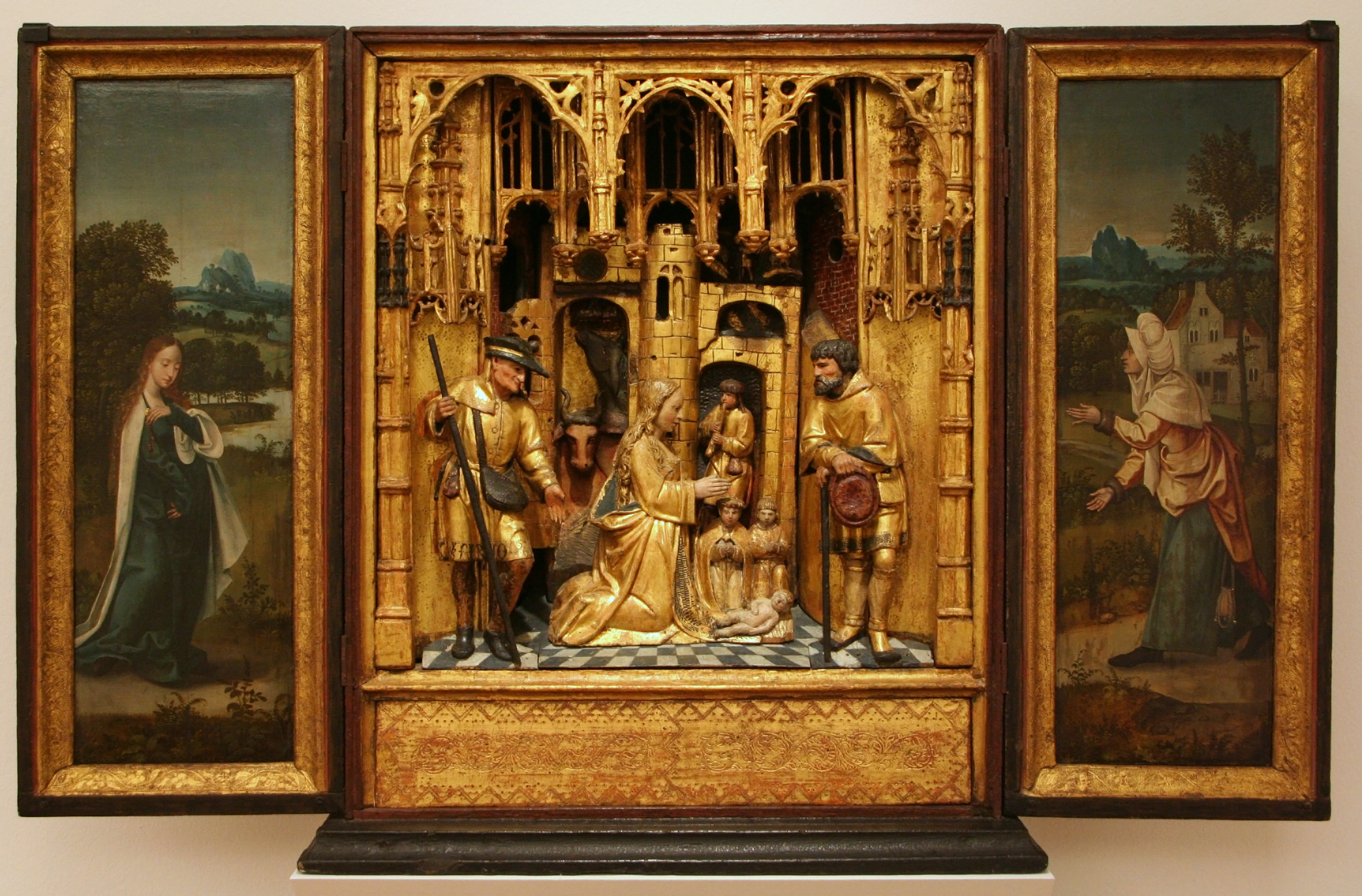
Huisaltaar, Antwerpen? (1518)
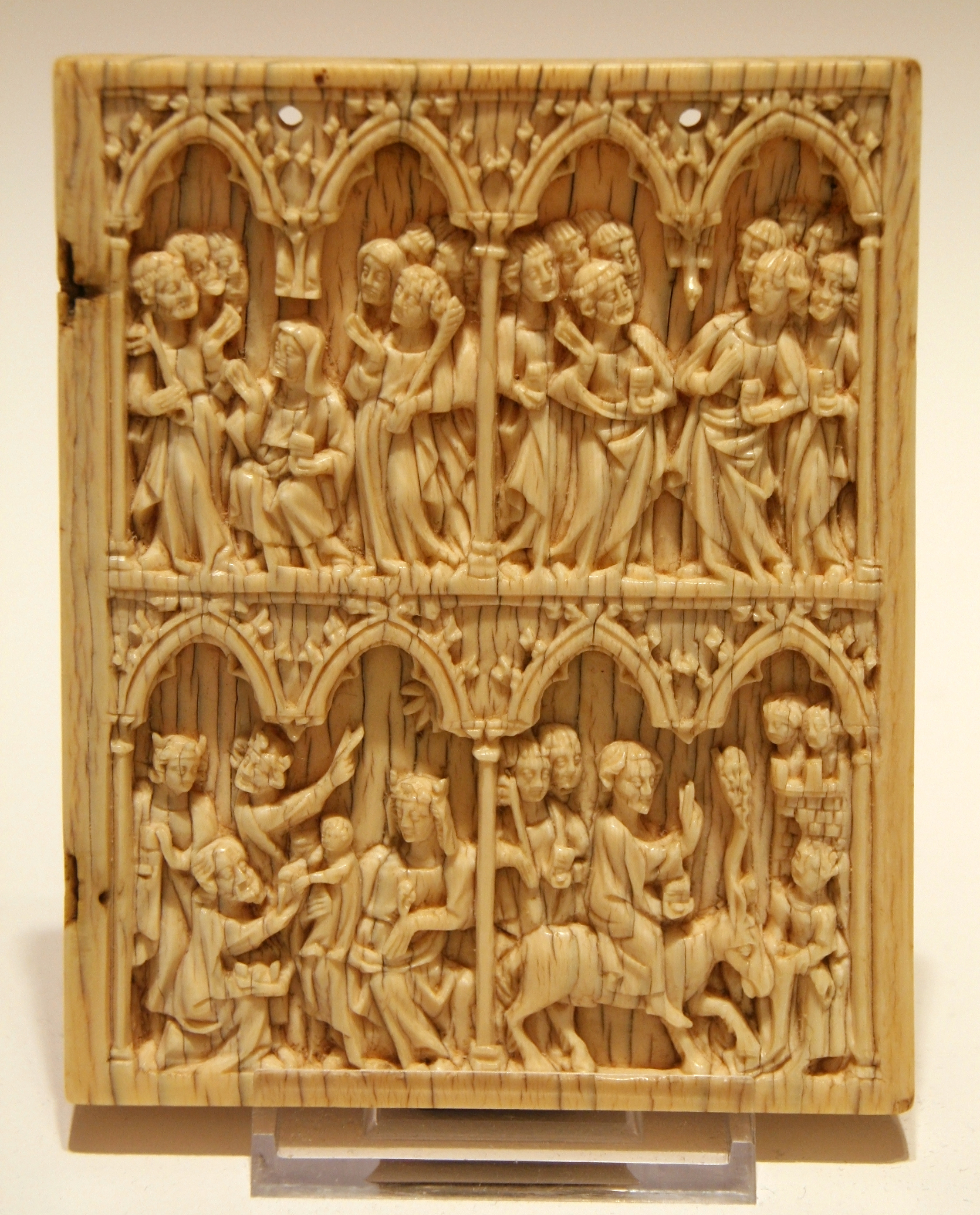
Middeleeuwse ivoorkunst

Een belangrijk onderdeel van de afdeling oude kunst zijn de schilderijen van vroeg-Italiaanse, Duitse en Zuid-Nederlandse meesters, grotendeels bruiklenen van de Rijksdienst voor het Cultureel Erfgoed.
- Vroeg-Italiaanse schilderkunst, onder anderen Giovanni del Biondo, Domenico di Michelino, Jacopo del Casentino, Sano di Pietro, Pietro Nelli en Pasqualino da Venezia;
- Duitse renaissance-schilders, onder anderen Lucas Cranach de Oude en Jan Polack;
- Zuid-Nederlandse schilderkunst, merendeels uit de 16e eeuw, onder anderen Colijn de Coter, Jan Mandijn, Jan Provoost, Roelant Savery, Pieter Coecke van Aelst en Pieter Aertsen. Een bijzonder werk is de Tweevoudige gerechtigheid (ca. 1475) van de Maastrichtse schilder Jan van Brussel, niet zozeer vanwege de artistieke kwaliteiten, maar des te meer vanwege de (rechts-)historische waarde;
- Noord- en Zuid-Nederlandse schilderkunst uit de 17e eeuw, onder anderen Pieter Brueghel de Jonge, David Teniers de Jonge, Peter Paul Rubens, Jacob Jordaens, Jan Siberechts, Hendrik van Steenwijk de Jongere, Hendrik de Fromantiou, Gerard de Lairesse, Wallerant Vaillant, Melchior d'Hondecoeter en Jan van Goyen.

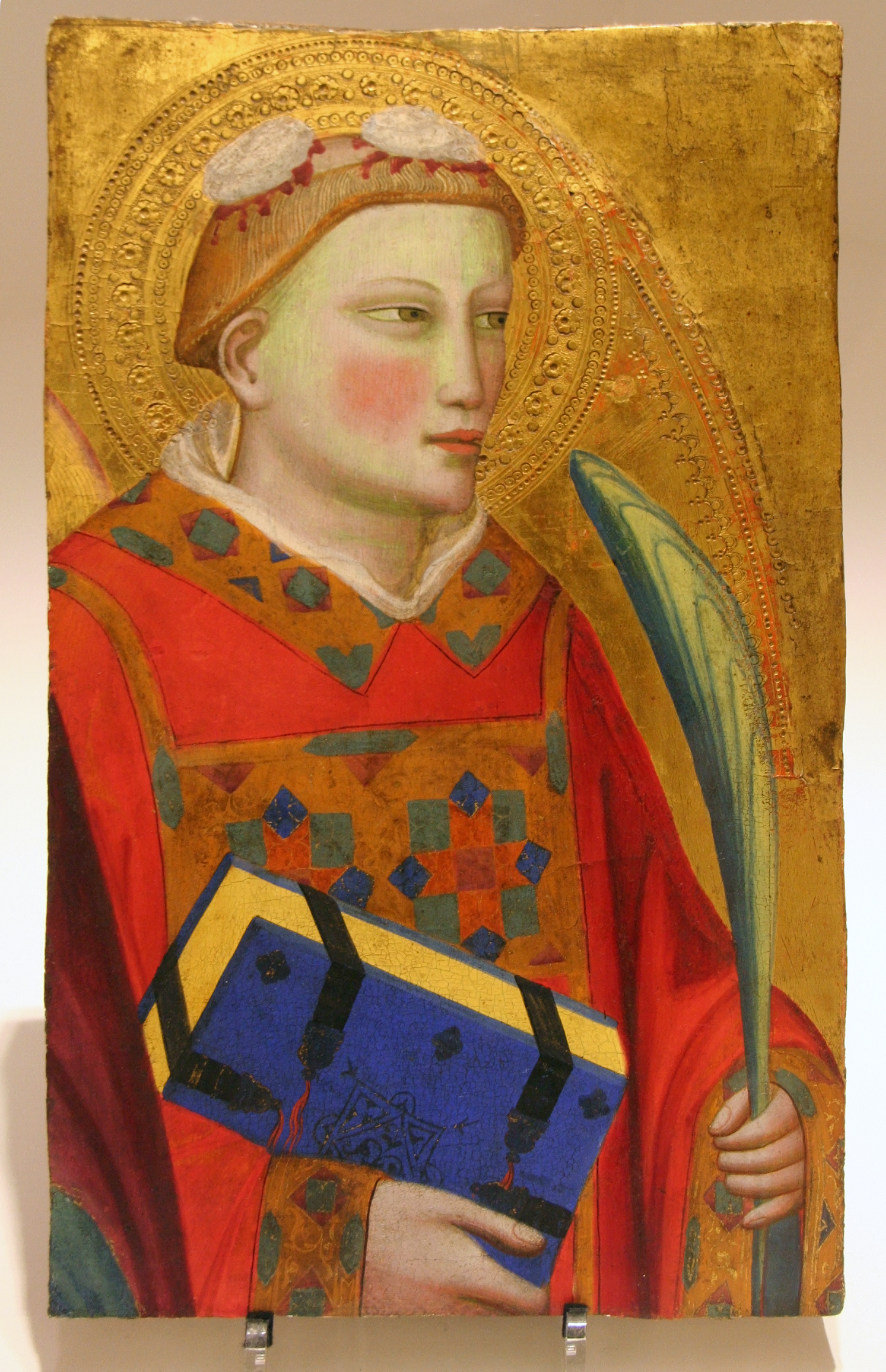
H. Stefanus (voor 1399), Giovanni del Biondo
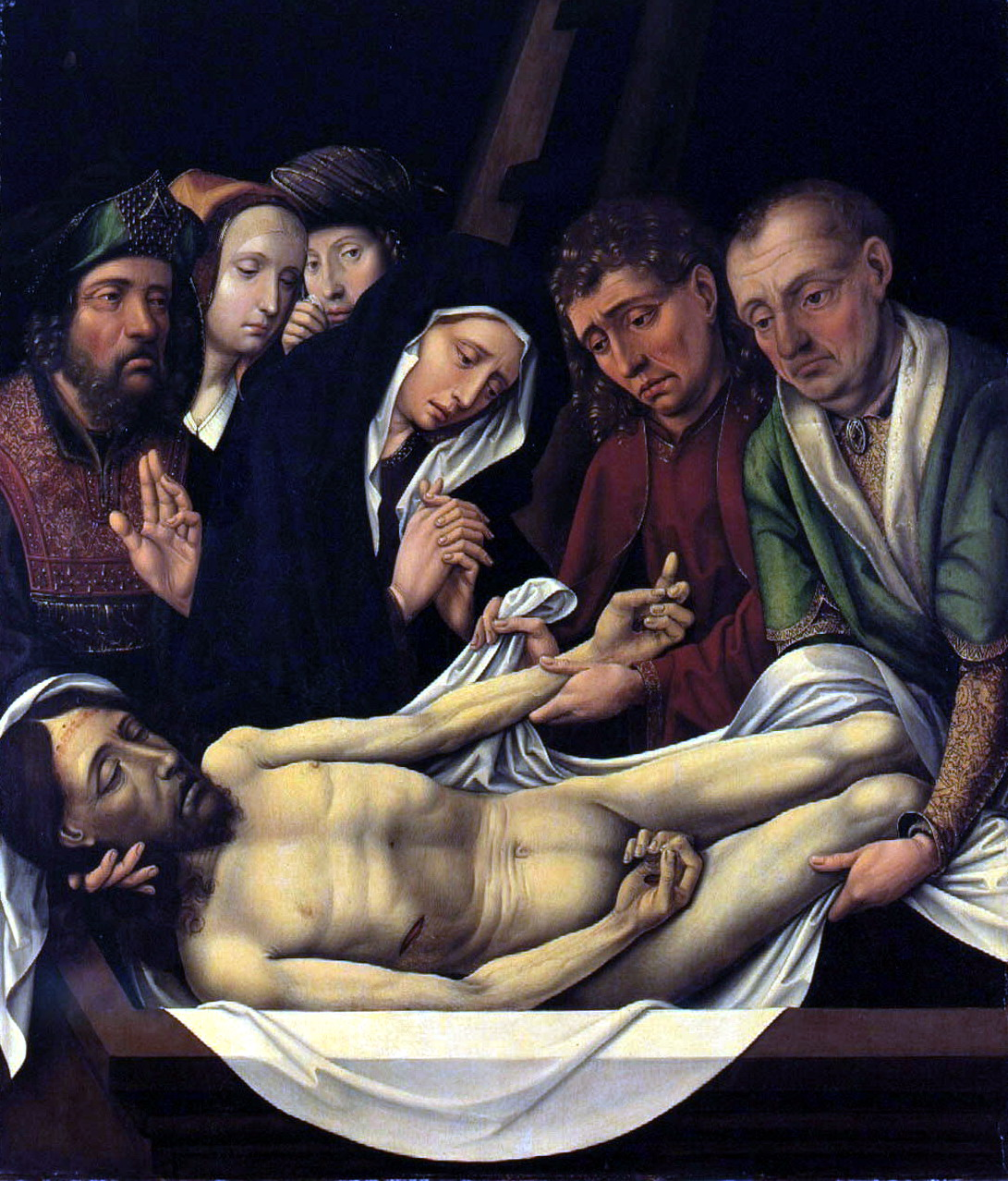
Graflegging (ca. 1505), Colijn de Coter
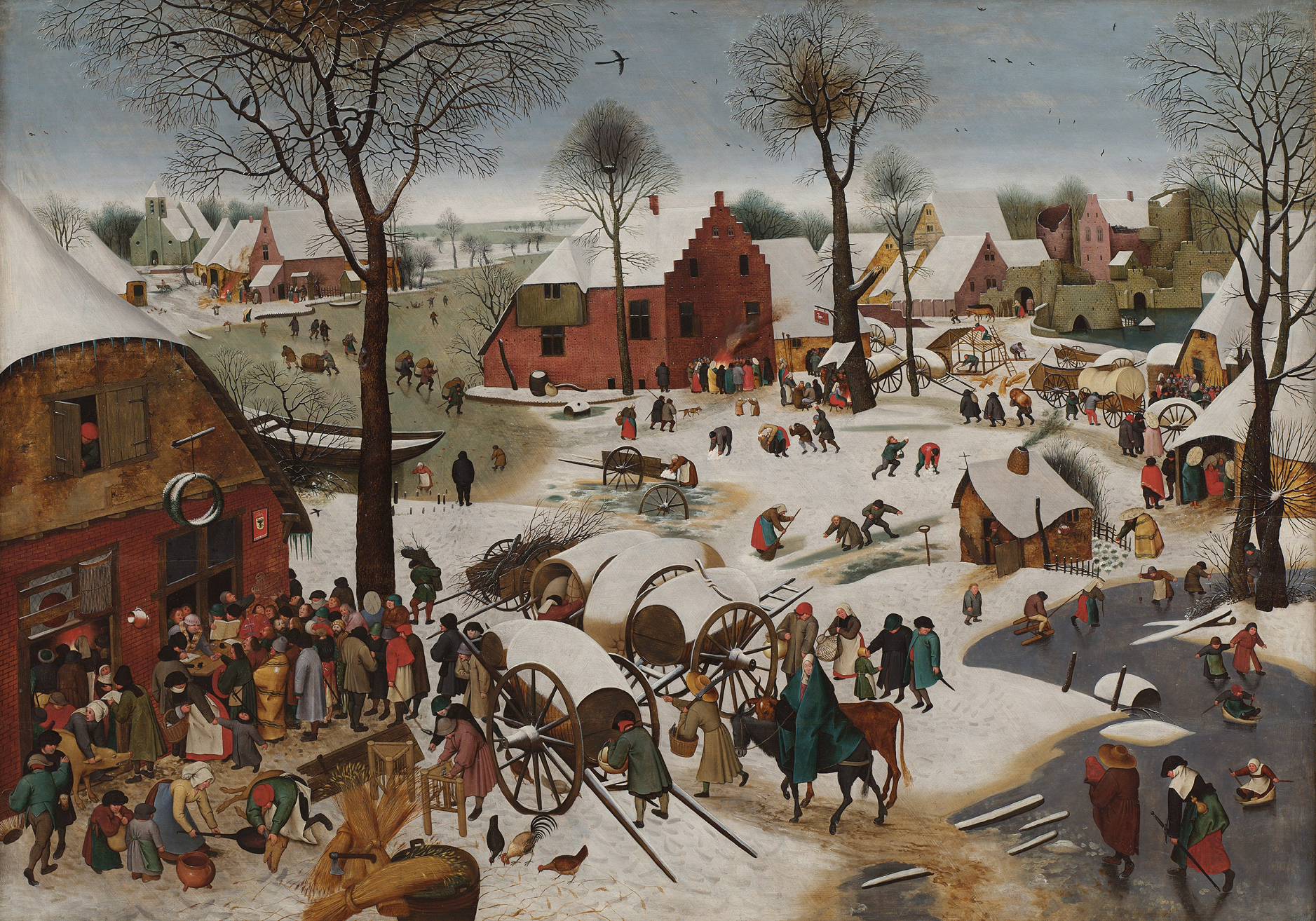
Volkstelling te Bethlehem (ca. 1610), Pieter Brueghel de Jonge
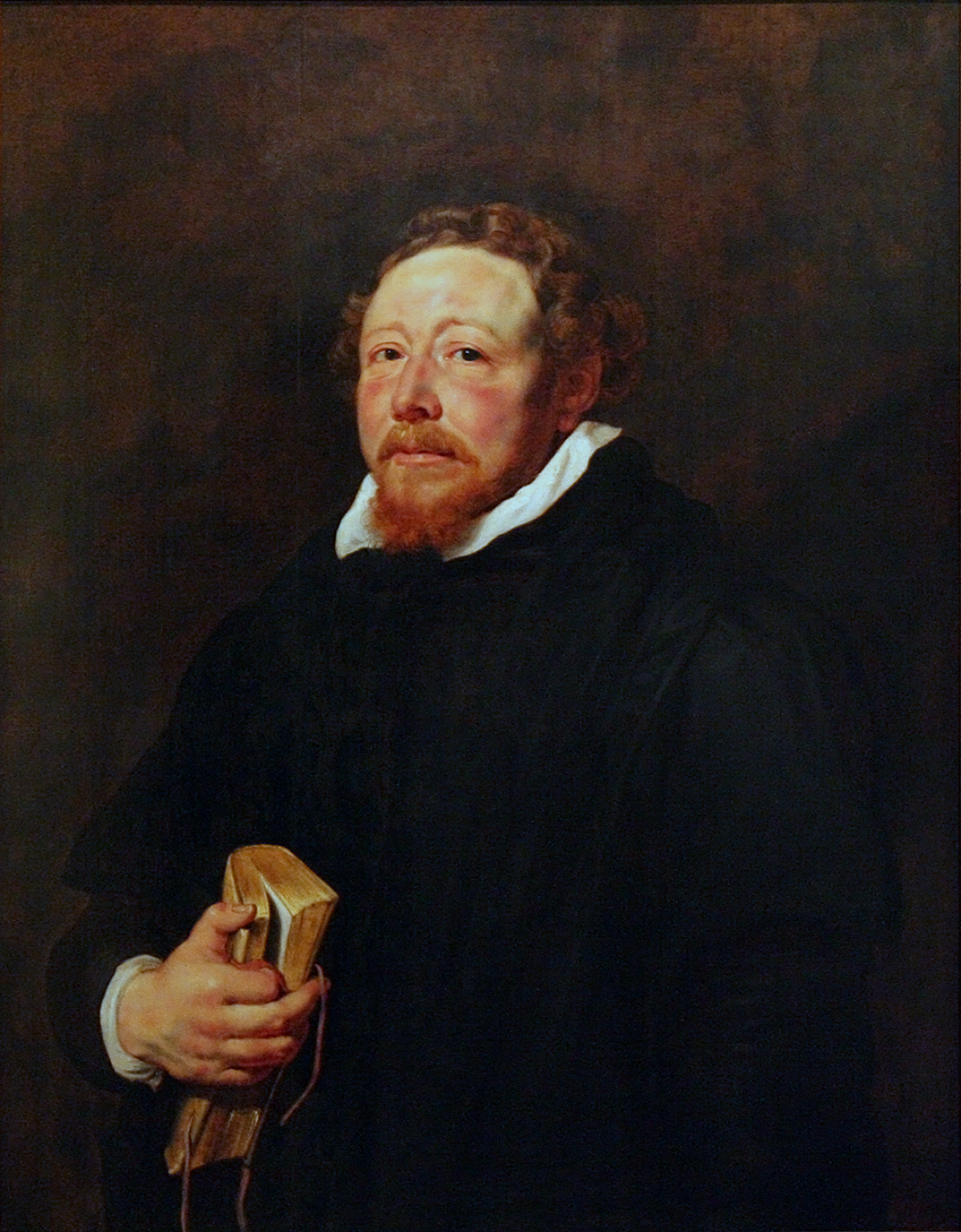
Portret van Pater Jan Neyen (1607), Peter Paul Rubens

### Moderne kunst (1850–1950)
Het Bonnefantenmuseum bezit een kleine collectie modern-klassieke schilder- en beeldhouwkunst, die vanwege de bescheiden omvang weinig te zien is.
- Vlaamse expressionisten: James Ensor, Constant Permeke, George Minne en Oscar Jespers;
- 'Limburgse School': Rob Graafland, Charles Eyck, Edmond Bellefroid, Henri Jonas en Joep Nicolas. Het werk van de Maastrichtse dichter-schilder Pierre Kemp en de fotocollectie van Werner Mantz nemen hierbij een aparte positie in.

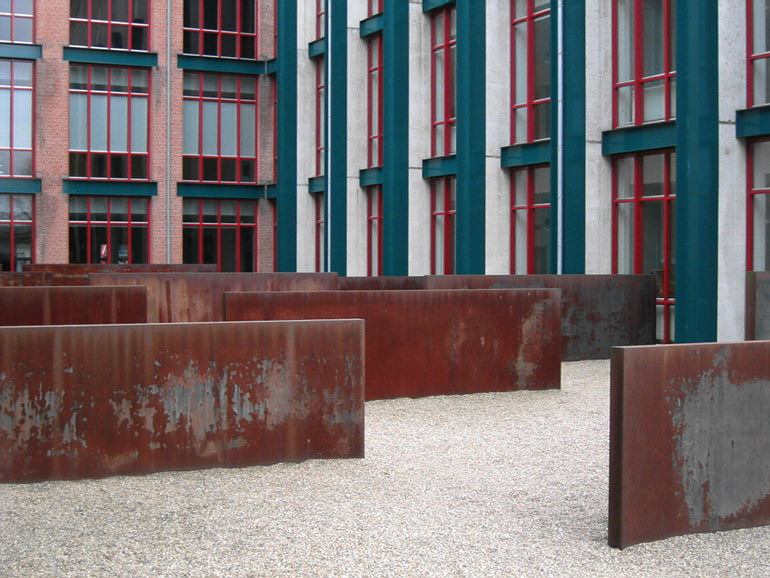
Richard Serra, The Hours of the Day (1990)

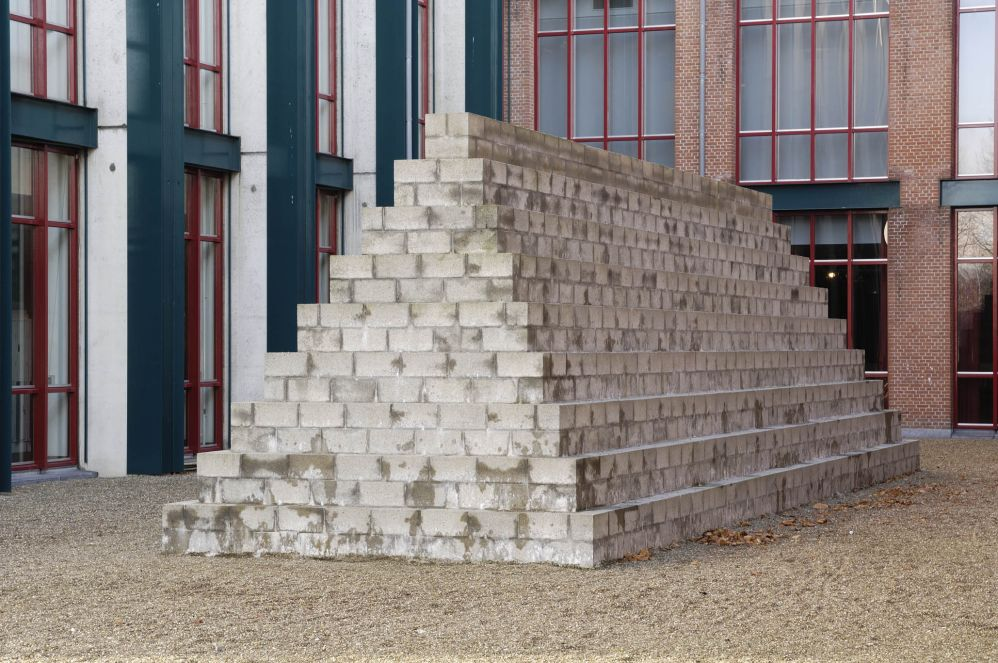
Sol LeWitts Long Pyramid (1994)

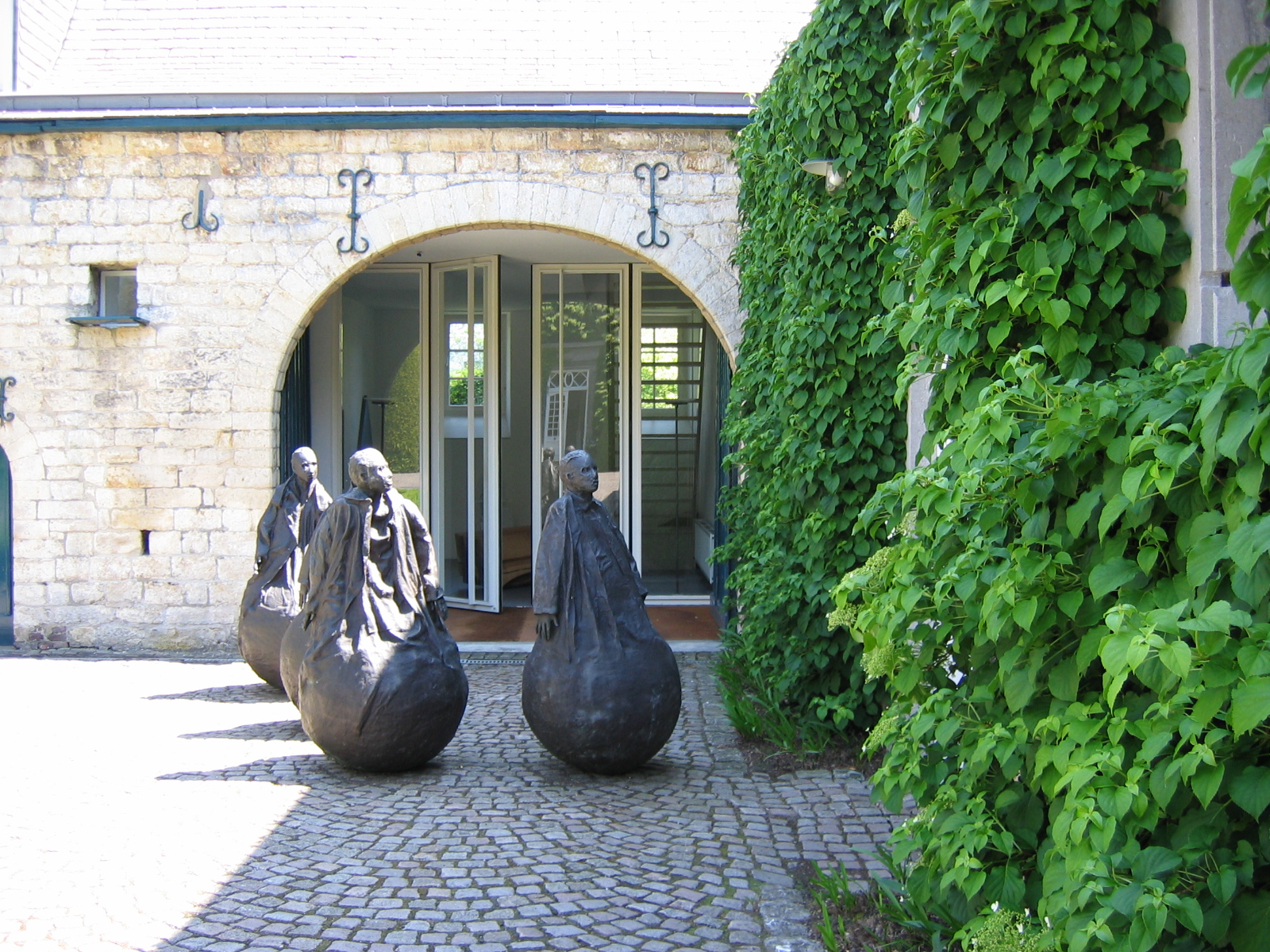
Conversation piece, Juan Muñoz, Hedge House

### Hedendaagse kunst (na 1950)
De collectie hedendaagse kunst is de laatste jaren sterk uitgebreid, onder andere door bruiklenen van particuliere verzamelaars. De aankoop van de collectie Eyck betekende een belangrijke versterking van de verzameling conceptuelen en minimalisten.
Een overzicht van de belangrijkste stromingen en kunstenaars die vertegenwoordigd zijn in de Bonnefantencollectie (inclusief de collectie Eyck):
- Cobra: Karel Appel en Shinkichi Tajiri;
- Amsterdamse Limburgers: Pieter Defesche, Gene Eggen, Ger Lataster en Lei Molin;
- Minimal art: Sol LeWitt (o.a. Long Pyramid), Robert Ryman, Robert Mangold en Richard Serra (o.a. The Hours of the Day);
- Conceptuele kunst: Jan Dibbets, Ad Dekkers, Peter Struycken, Mark Manders, Marcel Broodthaers, Joseph Beuys, Richard Long, Gilbert & George, Barry Flanagan, Bruce Nauman en Ai Weiwei;
- Arte povera: Luciano Fabro, Mario Merz, Giuseppe Penone en Jannis Kounellis;
- Neo-expressionisme:  René Daniëls en Hugo Debaere;
- Nieuwe figuratieven: Marlene Dumas, Helen Verhoeven, Luc Tuymans, Neo Rauch, Peter Doig, Gary Hume en Grayson Perry;
- Fotografie en videokunst, onder anderen Joëlle Tuerlinckx, David Claerbout, Francis Alÿs, Roman Signer en Pawel Althamer;
- Installaties van kunstenaars als Atelier Van Lieshout, Patrick Van Caeckenbergh, Franz West en István Csákány.

Op de tweede verdieping bevindt zich een kleine presentatie van het werk van de Italiaanse architect-filosoof Aldo Rossi (Studio Rossi). Ook worden regelmatig delen gepresenteerd uit het omvangrijke persoonlijke archief van de Duitse kunstenaar-activist Joseph Beuys, dat deze in 1975 aan het Bonnefantenmuseum schonk.

## BACA Award en wisselende exposities
Vanaf 2000 wordt om de twee jaar de BACA Award (Biennial Award for Contemporary Art, aanvankelijk The Vincent Award geheten) uitgereikt, de belangrijkste prijs voor internationale beeldende kunst in Nederland. Aan de prijs is een geldbedrag van € 50.000, een publicatie en een solotentoonstelling in het Bonnefantenmuseum verbonden. Winnaars waren achtereenvolgens Eija-Liisa Ahtila (2000), Neo Rauch (2002), Pawel Althamer (2004), Bethan Huws (2006), John Baldessari (2008), Francis Alÿs (2010), Mary Heilmann (2012), Laura Lima (2014) en Cai Guo-Qiang (2016).
Andere belangrijke kunstenaars met solo-tentoonstellingen in "het Bonnefanten" waren: Richard Deacon (1987), Robert Mangold (1988/89, 1997), Richard Serra (1990), Peter Doig (2003), Gilbert & George (2006) en Grayson Perry (2016). Grote groepstentoonstellingen vonden plaats in het jubileumjaar 2009 (Exile on Main Street, met Richard Artschwager, William Copley, Steve Gianakos, Alfred Jensen, Peter Saul, John Tweddle, John Wesley, HC Westermann en Joe Zucker), in 2011, het afscheidsjaar van directeur Alexander van Grevenstein (Extended Drawing, met werk van Sol LeWitt, Richard Serra, Robert Mangold en Bruce Nauman), in 2012 (collectie Visser), in 2013 (De Grote Verandering, Russische avant-gardekunst van o.a. Malevitsj, Kandinsky, Masjkov, Lentoelov en Filonov) en in 2015/16 (CERAMIX, keramiekkunst van o.a. Matisse, Rodin, Picasso, Schütte en Ai Weiwei).
Ook op het gebied van de oude kunst worden tijdelijke exposities georganiseerd. Recente tentoonstellingen waren De weg naar het paradijs (2003) over romaanse sculptuur in Maastricht, From Vulcan's forge (2007) met bronzen beelden uit de collectie van het Rijksmuseum Amsterdam, Palazzo (2008-2010) met vroeg-Italiaanse kunst in Nederlandse verzamelingen en Op weg naar het zuiden (2010) met 16de- en vroeg-17de-eeuwse Zuid-Nederlandse meesters uit de collectie van het Rijksmuseum. In 2011 vond een tentoonstelling plaats met modern-klassieke werken uit het Luikse MAMAC (onder anderen Chagall, Ensor, Gauguin, Kokoschka, Liebermann, Léger en Picasso). In 2015 vond een overzichtstentoonstelling plaats van de in Maastricht geboren barokschilder Hendrik de Fromantiou.